# Scandalo Forteto
Con scandalo del Forteto ci si riferisce a una serie di casi di molestie sessuali e pedofilia accaduti all'interno dell’omonima comunità fondata da Rodolfo Fiesoli e Luigi Goffredi nel 1977. Secondo quanto emerso dalle vicende giudiziarie e da tre commissioni di inchiesta regionale e nazionale, all'interno della struttura si commisero abusi psicologici e sessuali nei confronti di minori e disabili che erano stati dati in affidamento dal Tribunale dei minori alla comunità. La comunità è operante nel comune di Vicchio, nella città metropolitana di Firenze, e nel 2018 la cooperativa che ne gestiva le attività produttive è stata commissariata dal governo italiano.

## Storia

### La comunità
(Sergio Pietracito, presidente del Comitato Vittime del Forteto)

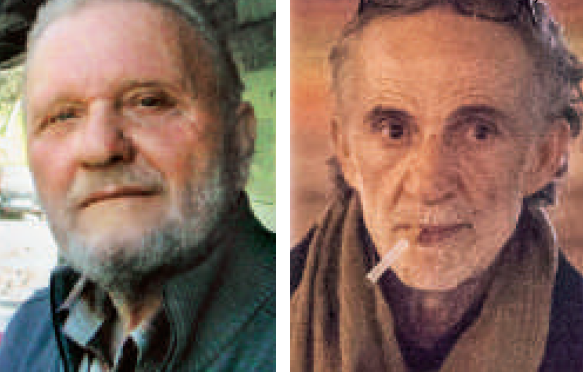
Rodolfo Fiesoli e Luigi Goffredi

Nel 1977 Rodolfo Fiesoli (Prato, 1941 - Padova, 13/05/2025) e Luigi Goffredi (Porretta Terme, 1952-2020) fondarono una comunità composta da 33 membri presso Farneto e, poco dopo, il 4 ottobre si spostano a Barberino di Mugello prendendo il definitivo nome di Forteto; successivamente la sede si trasferì definitivamente a Vicchio, dopo l'acquisizione di una fattoria di 500 ettari, divenendo una cooperativa agricola. Concetto cardine della comunità è «la famiglia funzionale». I minori accolti nella comunità erano «solo nominalmente affidati dal tribunale dei minori a una coppia che è tale solo sulla carta»; nel caso in cui arrivassero dei fratelli, «venivano subito divisi e i loro rapporti disapprovati». Si usava la tecnica della messinscena: «Quando venivano gli assistenti sociali bisognava fare finta che tutto fosse perfetto, si andava negli appartamenti dove c'erano le foto di noi insieme con la coppia affidataria, tutti felici», racconta uno dei testimoni.

### Primi processi
A seguito di una denuncia, il 29 novembre 1978 Fiesoli e Goffredi vennero arrestati perché accusati di abusi sessuali e atti osceni; finite le esigenze cautelari, vennero poi scarcerati il 1º giugno 1979. Dopo sei mesi dall'arresto, e con il processo in corso, Giampaolo Meucci, presidente del tribunale dei minori, continuò ad affidare minori alla comunità in quanto non credeva alle accuse, convinto invece fosse un complotto ordito per motivi politici; Goffredi, l'ideologo del gruppo, riuscirà persino ad avere due bimbi in adozione dopo la propria condanna. Dopo la scarcerazione Fiesoli tornò nella comunità e nello stesso giorno Meucci affidò alla comunità un bambino affetto da sindrome di Down; un altro magistrato, Piero Tony, ricorda che «Nel 1984 Meucci mi disse che niente poteva impedirgli di pensare al Forteto come a una comunità accogliente e idonea».
Nel frattempo si arriva al processo con una dozzina di capi d'imputazione che vanno dagli atti di libidine violenta, ai maltrattamenti, alla violenza privata, alla corruzione di minorenne, all'usurpazione di titolo (Fiesoli e Goffredi all'inizio millantarono di essere medici o psicologi), agli atti osceni in luogo pubblico. Nel primo grado di giudizio venne emessa il 6 ottobre 1981 una sentenza di condanna per Fiesoli a tre anni di reclusione, per Goffredi a un anno e nove mesi; a una parte civile verrà riconosciuto un risarcimento di 2 milioni di lire. Il 19 maggio 1982 la sentenza di appello assolse gli imputati per insufficienza di prove per gran parte dei capi d'imputazione, mentre dichiarò che il fatto non sussisteva per l'accusa di sottrazione di un minore. In appello venne ribaltata la sentenza ma poi la Corte di Cassazione, il 15 febbraio 1984, annullò «per difetto di motivazione» l'assoluzione della corte di Appello. La nuova sentenza di secondo grado verrà emessa a gennaio 1985, condannando a due anni di reclusione Fiesoli per atti di libidine violenta, corruzione di minorenne e maltrattamenti e a dieci mesi Goffredi per le accuse di sottrazione consensuale di minorenne e corruzione di minorenne mentre l'usurpazione di titolo venne amnistiata. La sentenza verrà confermata l'8 maggio 1985 dalla Cassazione. Fiesoli fu invece assolto dall'accusa di atti osceni in luogo pubblico per le sue esibizioni di genitali: non perché non li avesse commessi, confermò la Cassazione, ma perché era avvenuto in un luogo privato, il Forteto appunto.
Nonostante la sentenza definitiva di condanna, il tribunale dei minorenni, allora ancora guidato da Meucci, affidò un bambino con la sindrome di Down alla comunità; lo stesso giudice istruttore scrisse che «Poiché gli imputati adducono a loro difesa l'affidamento di minori o di psicolabili da parte del Tribunale per i minori e di vari Consorzi sociosanitari, questo giudice istruttore non può non rilevare, così come del resto hanno fatto i periti psichiatrici, la leggerezza con cui sono stati effettuati tali affidamenti, senza adeguata informativa e successivi controlli». Nonostante le condanne, continuò l'affidamento di bambini da parte del Tribunale dei minori di Firenze e, in trenta anni, saranno almeno 86 i minori affidati all'associazione.

### La condanna della corte europea
A seguito di una denuncia di una madre cui era stato impedito di vedere i due figli in affidamento al Forteto, il 13 luglio 2000 la Corte europea dei diritti dell'uomo condannò lo Stato italiano a pagare un risarcimento. Nel 1998 la Corte aveva ricevuto la richiesta di due ricorsi (39221/98 e 41963/98 - riuniti) contro l'Italia, e in particolare contro l'operato del Tribunale dei minori di Firenze. La prima ricorrente era una cittadina belga e italiana, la seconda una cittadina italiana residente a Bruxelles e madre della prima ricorrente. Il Tribunale per i minorenni di Firenze aveva imposto l'interruzione di ogni relazione della madre con i figli, che vennero collocati presso Il Forteto. La Corte giudicò come una violazione dei diritti della madre l'aver ostacolato il mantenimento dei rapporti tra i bambini inseriti nel Forteto, la madre e la nonna. Il 13 luglio del 2000 la Corte condannò quindi l'Italia a una multa di 200 milioni di lire per danni morali in quanto nella comunità i minori avrebbero dovuto ritrovare serenità ed essere reinseriti in famiglia, mentre invece la madre non riusciva più a vederli e in tre anni aveva potuto ottenere solo due brevi incontri. Nell'istanza presentata alla Corte la donna ipotizzò il plagio verso i suoi figli oltre a denunciare pratiche violente e maltrattamenti fisici e psicologici che sarebbero avvenuti all'interno della comunità. La Corte sanzionò il comportamento delle autorità italiane, stabilendo che non si può impedire sine die a una madre di vedere i propri figli. Nonostante questo, non molto cambiò e negli anni la donna presentò più volte denunce, l'ultima nel 2011 dal Belgio, dove si era trasferita. Nonostante l'ulteriore pronunciamento di condanna e nonostante l'esplicito richiamo all'obbligo delle autorità a eseguire le sentenze, gli incontri con i figli continuarono a essere ostacolati. Anche il figlio maggiore, nel frattempo diventato maggiorenne e uscito dalla comunità, querelò Fiesoli a gennaio 2011 e da qui partì un'indagine e Fiesoli venne arrestato il 20 dicembre 2011.

### Secondo processo
Oltre a Fiesoli l'accusa riguardò anche Goffredi insieme ad altri 22 membri della comunità, indagati a vario titolo per maltrattamenti. A seguito di questo, gli affidamenti di minori al Forteto si interromperanno nel 2012. La denuncia venne presentata anche da altri ragazzi che vivevano nella comunità. Il primo a denunciarlo è il figlio della donna protagonista della sentenza della Corte europea. Il giovane parlò di un clima di terrore, di abusi e di plagio. Raccontò anche di essere stato costretto a scrivere un libro contro la madre e a recidere i rapporti con la donna. Del suo caso si era occupata anche la televisione belga, ma la comunità aveva sempre respinto le accuse.

Nel febbraio 2014 Edoardo Martinelli, ex allievo di don Milani, sindacalista e soprattutto tra i fondatori del Forteto, depose al processo. Martinelli fuggì dal Forteto già nel 1978, ai tempi della prima inchiesta. In un momento di crisi familiare era andato a vivere nella comunità. Dopo pochi giorni, nottetempo, Fiesoli penetrò nella sua camera facendogli proposte sessuali che vennero rifiutate da Martinelli e che lo spinsero ad andarsene dalla comunità. Martinelli raccontò anche che: 
Rodolfo mi guardava negli occhi, mi voleva far dire che ero un abusato, addirittura che anche Don Milani era un abusante, era come se mi volesse ipnotizzare. Erano pressioni disumane. Tutto un gruppo faceva coercizione. Siccome credo di non aver mai perso del tutto la lucidità, dissi a Rodolfo [Fiesoli]: “Si va io e te da Don Bensi, il mio confessore” (…) Non si fa a tempo a entrare che Rodolfo gli fa il suo sorriso e gli mette la mano sui genitali (era un suo vezzo). Don Bensi gli sferrò uno sganassone e lo cacciò a calci nel sedere. Poi mi disse: “Questo è pazzo, è uno psicotico attivo”. Quel giorno capii che ero finito in un bordello»
(Edoardo Martinelli)
La sentenza di primo grado venne emessa il 17 giugno 2015 con la condanna di Fiesoli a 17 anni e sei mesi di reclusione, Goffredi a otto anni, Daniela Tardani a 7 anni e altre condanne meno pesanti per altri 14 coimputati con pene minori. Vennero riconosciuti anche cospicui risarcimenti, cui era tenuto in solido anche la stessa cooperativa. Con la nuova inchiesta emerse il profilo di una “setta” governata da “regole maltrattanti, crudeli e incomprensibili”. Nella sentenza si parla di “un'esperienza drammatica, per molti aspetti criminale”, di “un martellante e sistematico lavaggio del cervello”. Per venti anni al Forteto non sono nati bambini perché i rapporti fra uomo e donna erano ritenuti impuri, mentre venivano promossi quelli omosessuali. Il Forteto – hanno scritto i giudici – era il “territorio di caccia di Rodolfo Fiesoli”, che ha avuto rapporti sessuali con quasi tutti gli uomini della comunità e con molti adolescenti, sostenendo che in tal modo gli “liberava la materialità”. Con le tecniche messe in pratica nella comunità, i minori erano costretti a rievocare pubblicamente gli abusi a cui erano stati sottoposti prima di essere affidati al Forteto e a volte a inventarseli insieme ad accuse ai propri genitori che venivano sistematicamente denigrati diversamente dalle finalità dell'affido, un istituto temporaneo, il quale dovrebbe aiutare a ricomporre il rapporto familiare.
La Corte di Cassazione ha confermato 2 dicembre 2017 in buona parte la sentenza della corte di appello di Firenze che il 15 luglio 2016 aveva condannato a 15 anni e 10 mesi per abusi su minori e maltrattamenti Fiesoli ma l'ha annullata con rinvio limitatamente a uno degli episodi di violenza sessuale contestati all'imputato e a una donna della comunità, per cui venne richiesto un processo di appello. Per alcuni degli altri nove imputati, condannati in appello per maltrattamenti a pene comprese fra 6 anni e 1 anno e 8 mesi, è intervenuta la prescrizione, che fra l'altro ha annullato interamente la condanna a 6 anni dell'ideologo e braccio destro di Fiesoli, Luigi Goffredi, ma vengono confermati i risarcimenti alle parti civili. Sabato 23 dicembre 2017 Fiesoli venne arrestato e condotto in carcere, ma poi rilasciato perché la condanna non era ancora definitiva. Il 6 novembre 2019 la Cassazione rigetta il ricorso di Fiesoli contro la condanna di appello bis, condannandolo definitivamente a 14 anni e 10 mesi di reclusione. Daniela Tardani, una delle madri affidatarie, è condannata a 6 anni e 4 mesi.
A febbraio 2017, la procura di Firenze, a seguito delle dichiarazioni di un testimone durante il processo contro Fiesoli e suoi collaboratori per maltrattamenti e violenze sessuali sui minori affidati dal tribunale alla comunità, aprì poi un'inchiesta per subornazione di testimone; a seguito di minacce, riferì il testimone, che arrivò quando era undicenne al Forteto, diede falsa testimonianza circa il periodo che trascorse nella comunità.

### Terzo processo
In un altro processo, cosiddetto Forteto bis, un ragazzo era stato collocato al Forteto dai servizi sociali all'età di 11 anni, fuggendone poi quando ne aveva 15. Il 14 aprile 2014 raccontò il periodo nella comunità, segnati da costrizioni reiterate a compiere atti sessuali da parte di Fiesoli. La cooperativa Il Forteto si è costituita parte civile contro Fiesoli.

## Commissioni di inchiesta

### Prima commissione regionale
(M. C., affidata al Forteto a 8 anni nel 1983, dalla Relazione della Commissione Regionale)
Il 1º giugno 2012 la regione Toscana crea una commissione d'inchiesta sul Forteto con presidente Stefano Mugnai del PDL e con vicepresidente Paolo Bambagioni del PD. La commissione di inchiesta riguarda "L'attività di affidamento dei minori a comunità e centri alla luce della vicenda Il Forteto, finalizzata a conoscere la congruità della stessa rispetto agli obiettivi perseguiti dalla legislazione regionale in materia di tutela dei minori".
Stefano Mugnai, consigliere regionale di Forza Italia, presidente della commissione, alla fine del 2011, qualche giorno dopo l'arresto di Fiesoli, venne chiamato da Bambagioni nella stanza di Carraresi, rivelando che Monaci avesse fatto pressioni affinché l'inchiesta non "venisse approfondita troppo". La commissione ha ascoltato il presidente del Consiglio regionale in carica fino alle ultime elezioni, Alberto Monaci. A lui i commissari hanno chiesto se la Commissione istituita in Regione tra il 2012 e il 2013 aveva potuto lavorare in serenità o meno. Monaci risponde che, anche in assenza di pressioni, vi era una maggioranza all'interno dei gruppi consiliari che mirava a coprire lo scandalo.
L'8 gennaio 2013 una commissione d'inchiesta istituita dalla Regione Toscana e presieduta da Stefano Mugnai approva una dura relazione sull'associazione definita come «Una setta al cui interno gli abusi sessuali, psicologici e affettivi sui minori rappresentavano la consuetudine» e trasmette gli atti alla Procura di Firenze.

Il 15 gennaio 2013 mentre si attendono gli sviluppi giudiziari, la commissione regionale d'inchiesta pubblica la sua relazione sul Forteto, approvata all'unanimità. Il suo testo integrale è nel sito della Regione Toscana. Nella relazione della commissione di inchiesta regionale si legge:
«La famiglia era una gabbia oppressiva, bisognava isolarsi dall'egoismo del mondo» raccontano le vittime. L'eterosessualità è «osteggiata», l'omosessualità incentivata. «Le donne - racconta Giuseppe - erano maiale e puttane, anche la Madonna era "puttana", perché non voleva far crescere Gesù». «Si doveva tutti cercare di maturare attraverso il confronto» ricorda Donatella, e il "confronto", nel lessico rovesciato del profeta, «era il sesso omosessuale». I ragazzi che mostrano desiderio per l'altro sesso sono «finocchi», le ragazze «lesbiche». Chi veniva scoperto era umiliato di fronte a tutti, sottoposto ai «chiarimenti». «Ti mettevano su una sedia, la sera, e ti facevano un processo. Dovevi confessare di essere preda di ossessioni sessuali anche se non era vero, o di aver subito violenza dalla famiglia di origine anche se non era mai successo». Chi si ribella o si oppone subisce le «punizioni». «Tirate di capelli, botte con il mattarello, zoccolate». Oppure «si veniva richiusi nella cella frigorifera».»
(Relazione Commissione Regionale della Toscana)

### Seconda commissione regionale
(Relazione della Commissione regionale d’inchiesta)
Il 23 giugno 2016 una seconda commissione regionale d'inchiesta, istituita nel 2015 per indagare sulle responsabilità istituzionali e presieduta da Paolo Bambagioni, dopo un anno di lavoro approva una nuova relazione, anche questa poi trasmessa alla Procura di Firenze, che si concentra sulle responsabilità politiche e istituzionali della vicenda condannando l'usanza di organizzare cene elettorali e iniziative culturali al Forteto creando così facendo un'aura di rispettabilità e riconoscendo autorevolezza all'associazione nonostante le condanne definitive e le continue denunce di maltrattamenti, oltre alla condanna della corte di Strasburgo del 2000; ci si chiede inoltre nella relazione anche come sia stato possibile, nonostante le condanne definitive già subite dai due fondatori nel 1985, sempre per abusi e maltrattamenti, continuare a ottenere minori in affidamento e finanziamenti dalla Regione.
La nuova commissione regionale d'inchiesta si proponeva invece di verificare come tutto ciò sia potuto accadere dal momento che il Forteto:
1. non era una comunità educativa: al suo interno non vi era personale qualificato, non c'era alcuna équipe educativa, tanto meno un programma generale di attività o un regolamento interno;
2. non era una casa famiglia: oltre a non essere riconosciuta come tale, la comunità Il Forteto era fortemente e dichiaratamente avversa alla famiglia tradizionale;
3. non rispettava la legge sull'affidamento dei minori: li allontanava sistematicamente dalla famiglia d'origine pregiudicando il rientro in essa previsto dal dettato normativo, aveva voce in capitolo sulla scelta degli affidatari ‘abbinati' in una famiglia funzionale scegliendo persone prive di vincoli affettivi e talvolta anche solo relazionali, non era soggetto a verifiche semestrali stringenti come previsto dalla legge.

La commissione d'inchiesta bis del Consiglio regionale della Toscana sul Forteto ha approvato all'unanimità la relazione finale con "un invito al Parlamento e al Governo a rivalutare l'ipotesi di commissariare la cooperativa agricola" e "di riconsiderare la possibilità di istituire una commissione di inchiesta parlamentare su quanto avvenuto nella comunità". La relazione invita anche il "ministero della Giustizia a inviare ispettori al tribunale dei Minori fiorentino" e "la Regione Toscana a togliere il patrocinio alla Fondazione omonima", oltre a chiedere alla grande distribuzione di "valutare l'opportunità di commercializzare prodotti a marchio Forteto". Inoltre, la commissione ha individuato alcuni responsabili fra i dipendenti pubblici e ha inviato agli enti preposti una richiesta di valutare provvedimenti disciplinari che potranno anche portare al licenziamento degli stessi. Nelle conclusioni della relazione si parla delle responsabilità del tribunale per i minorenni e di una generale superficialità della politica e del mondo dell'economia, del lavoro e dell'informazione su un caso molto grave.
Tra operatori della sanità, operatori sociali e tribunale dei minori c'è un rimpallo di responsabilità che fa scrivere nero su bianco ai commissari: «Par di capire da quanto acquisito durante le audizioni, supponeva che qualcun altro avesse controllato». Non sfugge che - scrive ancora la commissione -, mentre il Tribunale per i Minorenni ci ha riferito di individuare le famiglie ove collocare i minori fidandosi in tutto e per tutto delle valutazioni stilate dai servizi sociali, questi ultimi ribaltano completamente gli equilibri e le responsabilità. Così gli allarmi non scattavano, fino ai 23 avvisi di garanzia per maltrattamenti e altri reati. Tra cui l'abuso sessuale del 2011.
Augusta Gaiarin, ex maestra di Dicomano, ha raccontato di essersi resa conto di un rapporto difficile fra alcuni bambini e i loro genitori affidatari. «Si sentivano controllati, spiati». Provò a parlarne con il sindaco, chiese un colloquio, ma «nella stanza trovai Fiesoli». Ne nacque un dissidio, si vide ritirare tutti gli alunni dalla scuola.

### Commissione d'inchiesta parlamentare
Nell'estate 2015, la mozione 940 della deputata Deborah Bergamini chiese un'inchiesta parlamentare e il commissariamento dell'azienda. Il governo, presieduto da Matteo Renzi, espresse parere contrario e invece favorevole alla mozione 937 di Bechis. In Senato, il 9 ottobre 2015 la senatrice del Movimento 5 Stelle Laura Bottici, presentò un disegno di legge per l'istituzione di una commissione di inchiesta la quale avrebbe dovuto essere dotata di specifici poteri ispettivi e “accertare i fatti e le ragioni per cui le pubbliche amministrazioni e le autorità giudiziarie interessate, comprese quelle investite di poteri di vigilanza, abbiano proseguito ad accreditare come interlocutore istituzionale la comunità Il Forteto, anche a seguito di provvedimenti giudiziari riguardanti abusi sessuali e maltrattamenti riferiti a condotte all'interno della comunità”; la proposta fu approvata nel 2017 dal Senato ma non terminò il proprio iter alla Camera.

La commissione parlamentare è stata costituita, sempre per iniziativa di Bottici, nella legislatura successiva, ed è stata in attività dal 6 febbraio 2020 fino alla scadenza della legislatura. Nell'audizione del 22 giugno 2020, il pubblico ministero della Procura di Firenze Ornella Galeotti ha dichiarato:
(La Nazione, Firenze, 22 giugno 2020.)

## Il comitatoVittime del Forteto
Il 27 dicembre 2011 si costituisce il l'associazione Vittime del Forteto, con presidente Sergio Pietracito, una delle vittime degli abusi.
(Sergio Pietracito)
Nel 2019 si fonda un nuovo gruppo di Vittime che comprende solo i minori messi al Forteto dalle istituzioni attraverso un provvedimento dell'autorità giudiziaria. Nasce il "Comitato minori abbandonati dallo Stato a il Forteto" il cui portavoce è Giuseppe Aversa.
(Marika, una delle vittime)

## Casi analoghi
Un caso che per alcuni aspetti è stato paragonato a quello del Forteto riguarda presunti abusi sessuali e affidi "pilotati" di minori nel comune di Bibbiano, in Emilia-Romagna, ed è stato oggetto dal 2019 dell'inchiesta giudiziaria cosiddetta "Angeli e Demoni". Nell'indagine del GIP è emerso tuttavia che alcuni dei documenti da cui era scaturita l'inchiesta erano stati falsificati. Lo psicoterapeuta Claudio Foti ha richiesto il rito abbreviato ed in primo grado è stato condannato, mentre in secondo grado, il 6 giugno 2023, è stato assolto da tutti i capi d’imputazione "perché non ha commesso il fatto e perché il fatto non sussiste"; restano sospese le posizioni degli altri imputati.